# Athanassios Prittas
Athanassios Konstantinos Prittas (Grieks: Θανάσης Πρίττας) (Thessaloniki, 9 januari 1979) is een Grieks voormalig professioneel voetballer die voornamelijk als middenvelder speelde.

## Clubcarrière
Prittas begon zijn carrière als voetballer bij Poseidon Michanionas, waar hij vier keer tot scoren wist te komen in vierendertig wedstrijden. In 1999 verkaste de middenvelder naar Skoda Xanthi, waar hij uiteindelijk zes jaar onder contract zou staan en bijna honderd duels zou spelen. In 2005 vertrok hij naar zijn geboortestad, waar hij voor Iraklis Saloniki ging spelen. Gedurende twee jaar speelde hij daar eenenveertig wedstrijden, waarna hij bij stadsrivaal Aris Saloniki ging spelen. In het seizoen 2012/13 stond hij nog even onder contract bij APS Panthrakikos. Hierna speelde hij nog even bij Skoda Xanthi, zijn oude club, en AO Kavala, waar hij op 1 januari 2014 zijn contract af zag lopen. Op 8 december 2013 speelde hij zijn laatste wedstrijd tegen PAE Kerkyra (0-1-nederlaag).

## Interlandcarrière
Prittas werd op 1 juni 2010 opgenomen in de selectie van Griekenland voor het WK 2010. Op het toernooi, waarin de Grieken de groepsfase niet overleefden, kwam hij echter niet aan spelen toe.